# Ben Reilly
Ben Reilly, alias Scarlet Spider et le second Spider-Man, est un personnage de fiction évoluant dans l'univers Marvel de la maison d’édition Marvel Comics. Créé par le scénariste Gerry Conway et le dessinateur Ross Andru, il apparaît pour la première fois dans le comic book The Amazing Spider-Man #149 en octobre 1975.
Il a été un personnage majeur de l'arc narratif « La Saga du Clone ».

## Biographie du personnage

### Origines
Ben Reilly est un clone de Peter Parker (alias le super-héros Spider-Man) créé en 1975 en laboratoire par le professeur Miles Warren (le Chacal).
Apparemment tué lors de son premier combat avec Spider-Man et laissé pour mort dans une cheminée, il erra pendant cinq ans à travers les États-Unis, suivi par Kaine, premier clone raté de Parker, et désirant protéger l'original à tout prix.
Il prit le nom de Ben Reilly, en hommage à Ben Parker et May Reilly Parker, l'oncle et la tante de Peter Parker. Apprenant que May Parker était gravement malade, Ben rentra à New-York pour lui dire adieu sous l'apparence du super-héros Scarlet Spider. Il rencontra Peter Parker et intégra l'équipe des New Warriors. Pour pas être confondu avec Peter, Ben se fait teindre les cheveux en blond.
Il arriva un jour dans une auberge dans laquelle il se fit remarquer pour son côté « tueur ». Il fut aidé par un dénommé Seward Trainer qui l'aida et eut confiance en lui. Très vite, Trainer apprit que Ben Reilly était Scarlet Spider.
Sous la pression de Norman Osborn, Seward Trainer modifia les notes du Chacal et Ben Reilly fut convaincu d'être le vrai Peter Parker. Il remplaça ce dernier sous le costume de Spider-Man (Peter Parker, pensant être le clone, partit s’installer à Portland avec sa femme Mary Jane).
Durant une partie de l'histoire, Ben Reilly se retrouve doté du symbiote Carnage, qui fusionne avec lui, formant Spider-Carnage. Reilly doit alors lutter contre les instincts meurtriers du symbiote, qui le pousse à chaque occasion à tuer. Désespéré de le contrôler, Ben Reilly se rend en prison pour demander des conseils à Cletus Kasady, le propriétaire d'origine du symbiote. Mourant car devenu dépendant de lui, Kasady lui affirme qu'il n'existe aucun moyen de le contrôler.
Ne voulant pas permettre la renaissance de Carnage, Ben Reilly se fait enfermer de son plein gré par Jameson et bombarder de micro-ondes, ce qui parvient à forcer le symbiote à se détacher. Mais ce dernier s'infiltre aussitôt avant d'être arrêté, et refusionne avec Kasady. Reilly est déçu de ne pas avoir empêché le retour de Carnage, mais Jameson lui affirme qu'à ses yeux, il est devenu un héros.
Il sauva Seward de sa fille Carolyn Trainer (alias Docteur Octopus II), réussit également à vaincre le Vautour qui avait absorbé l'énergie de Peter Parker et rencontra un ancien ami de son oncle Ben, ce qui prouva que, même s'il était un clone, il n'en était pas moins digne de Ben Parker.
En 1996, Ben Reilly se sacrifia dans Spider-Man #75, pour sauver Peter Parker du Bouffon Vert (Norman Osborn). La dégradation de son corps confirma qu'il était le clone. Sa mort affecta profondément Peter Parker qui le considérait comme le frère qu'il n'avait jamais eu. Ben Reilly aura vécu 21 ans entre 1975 à 1996.
La réapparition puis la disparition de la scène de Ben Reilly tient à la volonté de renouveler le personnage de Spider-man, en changeant complètement son environnement. Peter Parker devenu époux et père, il n'était plus une référence pour le public ciblé, il fallait donc trouver un nouveau héros. Confronté à la grogne des fans[réf. nécessaire], qui ne supportaient pas ce changement total (notamment la disparition des personnages secondaires de l'intrigue), l'éditeur fit marche arrière.

### Civil War
Avec son identité divulgué au monde entier lors de Civil War, Peter Parker dissimule son apparence à l'aide d'un projecteur holographique et se fait appeler Ben Reilly.

### One More Day
Après l'arc narratif  One More Day, le mariage de Peter et Mary-Jane ne fait plus partie de la continuité Marvel. Les répercussions de One More Day sur la biographie de Ben Reilly sont pour l'instant inconnues.

## Pouvoirs et capacités
Ben Reilly a des capacités identiques à celles de Spider-Man.

## Version alternative

### Ultimate Marvel
Un scientifique nommé Ben Reilly fit son apparition dans la série Ultimate Spider-Man, au cours de la saga Carnage. En réalité, ce personnage n'est pas du tout le clone de Peter Parker (Ben Reilly étant plus âgé et de couleur noire), mais le collaborateur du docteur Curt Conners (alias le Lézard), avec lequel il travaille sur un projet visant à fabriquer un clone, combinant le sang de Spider-Man et le symbiote créé par Richard Parker et Eddie Brock Senior (pères de Peter Parker et Eddie Brock Junior). Malheureusement, le sujet de l'expérience (nommé Little Ben par Reilly) échappa au contrôle de ses créateurs, et s'enfuit du laboratoire, tuant plusieurs personnes dans son sillage (dont Gwen Stacy). À la suite de ces meurtres, une enquête policière fut ouverte, et Ben Reilly emporta avec lui ses recherches personnelles. 
Par la suite, il se fait recruter par l'agent du FBI Henry Gyrich (en), qui veut posséder sa propre armée de super-soldat. Alors, il aide le Docteur Otto Octavius, lui aussi recruté par Henry, à créer des clones de Peter Parker et un clone de Gwen Stacy.

## Adaptation dans d'autres médias

### Télévision

#### Spider-Man, l'homme-araignée
Ben Reilly/Scarlet-Spider apparait dans les deux derniers épisodes de la dernière saison 5 de la série animé Spider-Man, l'homme-araignée « Le Dernier Combat » en deux parties, Spider-man se retrouve confronté à plusieurs versions de lui-même venant d'univers alternatifs. Tous ces Spider-Men vont s'associer pour empêcher Spider-Carnage de détruire l'univers. Ces épisodes font plusieurs allusions à la Saga du Clone.

#### Ultimate Spider-Man
Ben Reilly apparait dans la saison 4 de Ultimate Spider-Man où il est toujours un clone de ce dernier, il porte néanmoins le costume de Kaine au lieu de son costume original.

### Cinéma

#### Spider-Man: Across the Spider-Verse
Ben Reilly apparait dans le long-métrage Spider-Man : Across the Spider-Verse, portant sa tenue de Scarlet Spider original, et poursuivra Miles Morales avec le reste de la Spider-Army pour l'empêcher de rentrer chez lui et empêcher la mort de son père.
Il se rend peu après sur Terre-1610 avec Miguel O'Hara et Jessica Drew pour surveiller le déroulement des évènements et empêcher Miles d'intervenir, mais sera maîtrisé par Spider-Gwen.